# Gotham (Nottinghamshire)
Gotham – wieś w Anglii, w hrabstwie Nottinghamshire, w dystrykcie Rushcliffe. Leży 11 km na południowy zachód od miasta Nottingham i 169 km na północny zachód od Londynu. Miejscowość liczy 1600 mieszkańców.
W XIII w. mieszkańcy miasteczka chcieli uniknąć przejazdu króla Jana Bez Ziemi przez ich miejscowość, gdyż wiązałoby się to ze zmianą statusu drogi na publiczną i późniejszymi kosztami jej utrzymania. W związku z tym mieszkańcy zaczęli pozorować szaleństwo, m.in. budując płot wokół krzaków w celu powstrzymania kukułki przed ucieczką oraz próbując utopić węgorza. Działania te przyniosły sukces, a miejscowość stała się znana. Największą sławę przyniosła jej książka The Merie Tales of the Mad Men of Gotam z 1565 r. 
Nazwy miasteczka użył amerykański pisarz Washington Irving, stosując ją do opisu Nowego Jorku w swoich satyrycznych artykułach, dzięki czemu Gotham stało się popularnym przezwiskiem dla Nowego Jorku i zaczęło występować w nazwach niektórych lokali. Po wypuszczeniu na rynek pierwszych komiksów o Batmanie początkowo ich akcja działa się w nieokreślonej metropolii, jednak wkrótce określono, że jest nim Nowy Jork. Szybko zmienił to Bill Finger, który zaczął stosować nazwę Gotham, znalezioną w książce telefonicznej Nowego Jorku.